# George Gaylord Simpson
George Gaylord Simpson (16. června 1902 Chicago – 6. října 1984 Fresno) byl americký paleontolog. Byl pravděpodobně nejvlivnějším paleontologem 20. století a významně se podílel na moderní evoluční syntéze, zejména svými díly Tempo and Mode in Evolution (1944), The Meaning of Evolution (1949) a The Major Features of Evolution (1953). Byl odborníkem na vyhynulé savce a jejich migraci mezi kontinenty. Předvídal koncepty jako teorie přerušovaných rovnováh (v knize Tempo and Mode) a vyvrátil mýtus, že evoluce koně byla lineárním procesem, završeným moderním koněm Equus caballus. V roce 1940 zavedl termín hypodigm (vzorek, z nějž je možné usuzovat na charakter populace) a obsáhle publikoval o taxonomii fosílií i žijících savců. Nesprávně však využíval svůj vliv k opozici proti teorii Alfreda Wegenera o kontinentálním driftu.
V letech 1945–1959 byl profesorem zoologie na Kolumbijské univerzitě a kurátorem oddělení geologie a paleontologie v Americkém přírodovědném muzeu (angl. American Museum of Natural History). Následně byl v letech 1959–1970 kurátorem Muzea komparativní zoologie na Harvardově univerzitě a poté až do odchodu na odpočinek v roce 1982 profesorem věd o Zemi na University of Arizona.